# マホーニングバレー・スクラッパーズ
マホーニングバレー・スクラッパーズ（英語: Mahoning Valley Scrappers）は、アメリカ合衆国オハイオ州トランブル郡ナイルズに本拠地を置く野球チーム。2021年からは、MLBを目指す大学生によるサマーリーグであるMLBドラフトリーグのチームとして活動している。
かつてはマイナーリーグのプロ野球チームでニューヨーク・ペンリーグに所属していた。

## 歴史
1989年、オンタリオ州ウェランドにウェランド・パイレーツの名でニューヨーク・ペンリーグ所属かつピッツバーグ・パイレーツ傘下のマイナー球団として創設された。
1995年にペンシルベニア州エリーへの移転でエリー・シーウルブズに改称した。
1999年にエリー・シーウルブズがAA級のイースタンリーグに昇格加盟したため、オハイオ州ナイルズへ移転し、チーム名がマホーニングバレー・スクラッパーズとなった。スクラッパーズ初年度の1999年から2年連続で地区優勝を果たしたが、リーグチャンピオンシップでいずれも敗れた。地区2位でプレーオフ進出した2004年はポストシーズンを無敗で勝ち抜き、リーグの頂点に立った。
2020年のシーズンオフに実施されたマイナーリーグの組織改編に伴い、所属していたニューヨーク・ペンリーグが解散することになった。11月30日、翌2021年からはMLBドラフトリーグのチームとして活動していくことが発表された。

## マスコット
ホーム用の帽子には犬をモチーフにしたマスコットの「スクラッピー」の鼻と口がデザインされている。スクラッパーズ初年度の1999年に在籍したCC・サバシアとビクター・マルティネスはスクラッピーお気に入りの選手である。 

## 過去の主な所属選手
- CC・サバシア
- ビクター・マルティネス
- ライアン・チャーチ
- ジョー・イングレット
- ヘクター・ルナ
- ジョン・マクドナルド
- ブライアン・タレット
- ジョシュ・バード
- ベン・フランシスコ
- エイダー・トーレス
- ロベルト・ヘルナンデス (1980年生の投手)
- ライアン・ガーコ
- ケビン・クーズマノフ
- ブラッド・スナイダー
- チャド・ダービン
- クリス・ジメネス
- ルー・メローニ
- アーロン・ラフィー
- トニー・シップ
- ホセ・コンスタンザ
- マット・マクブライド
- デビッド・ハフ
- J.D.マーティン
- ジョシュ・トムリン
- ニール・ワグナー
- ビニー・ペスタノ
- ロニー・チゼンホール
- ジェイソン・キプニス
- ロベルト・ペレス (捕手)
- オースティン・アダムス (1986年生の投手)
- コーリー・バーンズ
- プレストン・ギルメット
- ビダル・ヌーニョ
- ヘスス・アギラー
- アズドルバル・カブレラ
- カルロス・モンクリーフ
- ジオ・ウルシェラ
- ミッチ・タルボット
- フランシスコ・リンドーア
- トニー・ウォルターズ
- コディ・アレン
- コディ・アンダーソン
- エルビス・アラウホ
- ショーン・アームストロング
- ジョゼフ・コローン
- ジーンマー・ゴメス
- ヘクター・ロンドン
- ドリュー・ルチンスキー
- エリック・ゴンザレス
- タイラー・ネイキン
- ホセ・ラミレス (内野手)
- ジョーイ・ウェンドル
- ライアン・メリット
- カイル・クロケット
- ブレット・マイヤーズ
- クリス・ペレス
- ブレイク・ウッド
- グレッグ・アレン
- フランシスコ・メヒア
- ブラッドリー・ジマー
- TJ・ハウス
- ニック・マロンデ
- ニック・ハガダン
- マイケル・ブラントリー
- シェーン・ビーバー
- ダニー・サラザー